# Émile Fradin
Émile Fradin, né le 8 août 1906 à Ferrières-sur-Sichon (Allier) et mort le 11 février 2010 au Mayet-de-Montagne (Allier), est un paysan français. Il est connu pour la découverte d'un site prétendument archéologique sur le territoire du hameau de Glozel en 1924.

## Biographie
Le 1er mars 1924, alors qu'il aide son grand-père Claude Fradin à défricher le champ « Duranthon » dans le hameau de Glozel, il découvre une fosse contenant des ossements, des instruments en pierre ou en os et des fragments de céramique. La découverte suscite un intérêt grandissant des habitants et de la communauté scientifique, depuis les deux sociétés scientifiques locales — la Société d'émulation du Bourbonnais et la Société bourbonnaise des études locales — jusqu'à des archéologues célèbres (Louis Capitan, Salomon Reinach, Henri Breuil) qui se prononcent tour à tour sur ce qu'ils qualifient de grande découverte ou de grande supercherie.
La Société préhistorique française porte finalement plainte contre X en 1928. Au même moment, René Dussaud, conservateur du Musée du Louvre, accuse Émile Fradin de contrefaçon ; Émile Fradin réagit en intentant un procès pour diffamation contre le conservateur. Inculpé en 1929, Émile Fradin bénéficie en 1929  d'un non-lieu prononcé par la cour d'appel de Riom en 1931.
Émile Fradin crée ensuite un musée « archéologique » à Glozel, où sont présentées ses découvertes. L'authenticité de certaines des pièces archéologiques du site est prouvée dans les années 1970 grâce à une datation par le carbone 14, mais il est également établi que des faux ont été ajoutés au XXe siècle.
Émile Fradin meurt en 2010.

## Décoration
- Chevalier de l'ordre des Palmes académiques (1990)[4].

## Publications
- Avec Antonin Morlet, Nouvelle station néolithique, Vichy, Impr. de O. Belin, 1925-1928.
- Avec Pierre Peuchmaurd, Glozel et ma vie, Paris, Robert Laffont, coll. « Les Énigmes de l'univers », 1979, 277 p. (ISBN 978-2221002841).